# 塞勒姆號重巡洋艦
塞勒姆号重巡洋艦（舷號 CA-139）是二战后不久为美国海军建造的第三艘德梅因級重巡洋舰。她于 1949 年服役，是世界上最后一艘服役的重型巡洋舰，也是唯一一艘仍然存在的重型巡洋舰。塞勒姆號在大西洋和地中海服役后，于 1959 年退役。塞勒姆號現在作為博物館艦在麻薩諸塞州昆西向公众开放。 

## 建造和海上測試
塞勒姆號的龍骨于1945年7 月 4 日由伯利恒钢铁公司位于马萨诸塞州昆西的福尔河造船厂鋪設。塞勒姆號於 1947 年 3 月 25 日船舶下水，由瑪麗·科菲(英語：Mary G. Coffey) 小姐擲瓶，并于 1949 年 5 月 14 日服役，由约翰·C·丹尼尔上校指挥。塞勒姆號的主炮是世界上第一门自动 8英寸（203.2）炮，并且是第一门使用盒裝弹药代替炮弹和袋装弹药的8英寸（203.2）炮。 
1949年7月4日访问马萨诸塞州塞勒姆后，塞勒姆號在 1949 年 7 月至 10 月期间在古巴关塔那摩湾进行三个月的海上測試，随后在波士顿海军造船厂维修。之後她于 1949年11月和12月两次航行到关塔那摩，并于1950年初參加大西洋舰队的演习。

## 服役
塞勒姆號于1950年5月3日离开东海岸，并于5月17日接替纽波特纽斯號巡洋艦作为地中海第六舰队旗艦。在此期间，作为舰队旗舰七次部署到地中海的第一次，塞勒姆號访问马耳他、意大利、法国、希腊、土耳其、黎巴嫩和阿尔及利亚的港口，并参加训练演习。 9月22日，她的職務被纽波特纽斯號接替并返回美国。 
在波士顿三周后，塞勒姆號加入大西洋舰队进行演习，并于1951年1月3日在关塔那摩进行为期六周的密集射击训练。她在百慕達完成训练，并于3月20日驶向地中海，取代纽波特纽斯號為第六舰队旗舰。9月19日，她的職務被得梅因號重巡洋艦取代，並返回美国在波士顿进行四个月的大修。 
塞勒姆號于1952年2月1日起航，在关塔那摩进行进修培訓，并于 3 月 29 日返回波士顿进行短暂维修。 4 月 19 日，她出航进行第三次地中海部署，并于4月28日在阿爾及爾取代纽波特纽斯號作為旗艦。除了平常的港口停靠和演习外，塞勒姆號还参加「蜂巢II」(英語：Beehive II)演习。该演习包括美国、英国、意大利、法国和希腊海军。 9 月 29 日，德梅因號再次取代她的職務。塞勒姆號于 10 月 9 日抵达波士顿。 
经过四个月的在地行动后，塞勒姆號于1953 年1月24日航行到关塔那摩湾接受训练，於 2 月27日返回波士顿。她于 4 月 17 日驶往地中海，再次取代纽波特纽斯號作为旗舰。她的第四次部署以「焊接节」(英語：Weldfest)演习和1953 年爱奥尼亚地震后的紧急救援工作为標誌。塞勒姆號是第一艘抵达现场的美国船隻，从 8 月 13 日起提供救援物资和援助，直到四天后库存减少。 10 月 9 日她的旗艦職務被德梅因號接替，于 10 月 24 日返回波士顿并进入造船厂进行大修。 
1954 年2 月 6 日，塞勒姆號再次航行前往关塔那摩湾，并于 4 月 7 日在接受进修培訓后返回。她于 4 月 30 日离开波士顿，并于 5 月 12 日抵达地中海，再次担任第六舰队旗舰。9月22日在里斯本德梅因號接替她的職務。塞勒姆號于 9 月 29 日返回波士顿。 1954 年 10 月和 11 月，她参加大西洋舰队的军事演习。 
1955 年 1 月 19日至 2 月22日期间，塞勒姆號前往关塔那摩湾进行年度训练。经过两周的预备队训练巡航后，她于 5 月 2 日启航前往地中海，并于 5 月 19 日接替纽波特纽斯號的職務。在她的第六次部署期间，她参加北约演习和法美海军演习，由海军部长托马斯·盖茨担任观察员。塞勒姆號于9 月 23 日巴塞隆那，并于1955年 10月2日返回波士顿进行为期四个月的检修。 
塞勒姆號于 1956 年 2 月 16 日离开波士顿前往关塔那摩训练，准备作为第六舰队指挥官的「永久」旗舰进行为期 20 个月的巡航，母港位于滨海自由城。她于 4 月 5 日返回波士顿，并于 5 月 1 日驶往地中海。当她在海上时發生苏伊士运河危机。她轉向东地中海的罗得岛，在那里她于 5 月 14 日加入舰队并承担她的旗舰职责。她在地中海东部一直待到 6 月中旬，并在 10 月 30 日战斗爆发时返回。1957年4月和8月，第六舰队通过其在地中海东部的存在，两次表明美国支持受到颠覆威胁的约旦政府。塞勒姆號于 1958年6月26日离开地中海，并于 7 月 4 日抵達诺福克。 

## 退役
在 1956 年的电影《拉普拉塔河口海战》中，塞勒姆号被用来描绘德国袖珍战列舰施佩伯爵将军号装甲舰。
1958年，塞勒姆號抵达摩纳哥，庆祝摩纳哥亲王兰尼埃三世和格蕾丝·凯利王妃所生阿尔贝二世的诞辰。 
塞勒姆號原定于从地中海返回后停用，但黎巴嫩于 1958 年 8 月 15 日请求援助以应对一场预期中的政变，导致塞勒姆號暫時延長服役。塞勒姆號于 8 月 11 日接替北安普敦號作为第二舰队司令的旗舰。 9 月 2 日，塞勒姆號离开诺福克，在地中海进行为期 10 天的巡航期间访问奥古斯塔湾和巴塞隆那，并于 9 月 30 日返回诺福克。她于 10 月 7 日向诺福克海军造船厂报到，于 10 月 25 日让第二舰队司令下艦，并于 1959 年 1 月 30 日退役。她作为大西洋預備艦隊的成員被存放在费城海军船塢。作为600艘海军项目的一部分，这艘船在1981年接受重新啟動的检查。虽然检查结果显示她状况良好，但无法从国会获得重新啟動塞勒姆號和姊妹艦德梅因號的资金。 

## 博物馆艦
1994 年 10 月，塞勒姆號回到她在麻萨诸塞州昆西的出生地，在那里她现在是一艘博物館艦，作为美国海军造船博物馆的一部分。塞勒姆號还容納纽波特纽斯號巡洋艦博物馆、美国海军巡洋舰水手协会博物馆和美国海军三棲特戰隊展览室。这艘船也傳說闹鬼，甚至出现在《幽灵猎人》中。  
塞勒姆號于 2013 年 9 月对游客关闭，当时她停泊的码头变得不稳定。码头的前任擁有者马萨诸塞湾交通局强行將其关闭。随后，码头被出售给私人。塞勒姆于 2015 年 5 月在周末开放。
2014年塞勒姆號參與電影《絕命救援》的拍攝。她在電影中担任彭德爾頓號油轮。
美国海军造船博物馆于 2016 年 2 月与土地所有者签署协议，将塞勒姆號留在昆西的福尔河造船厂至少到 2021 年。从 2016 年 4 月开始塞勒姆號再次於周末开放供参观。 
2016 年底，塞勒姆号与幽灵船港(英語：Ghost Ship Harbor)合作，在甲板上搭建一个闹鬼的景点。该活动是为塞勒姆号筹款的活动，在10月份期间，成千上万的人参观这艘船，观看建造的鬼屋。 2017 年，福多爾将其列为马萨诸塞州最恐怖的鬼屋。 此活动成为塞勒姆号上的年度活动，直到2019年幽靈船港停業。

2017 年 8 月，塞勒姆号在被搬迁到造船厂的另一个码头时对公众关闭。  自2019年8月起，她在周末向公众开放。 

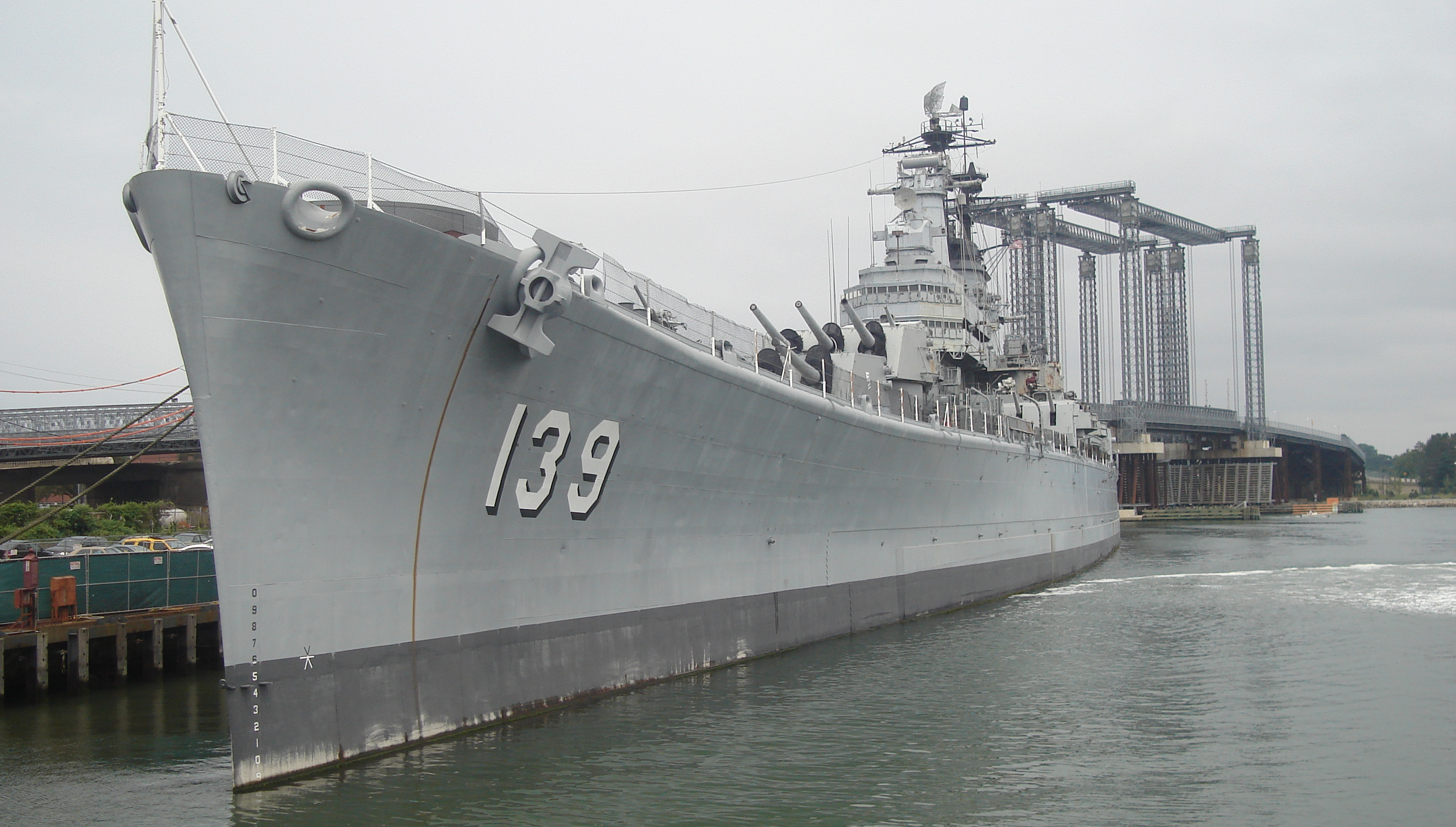
塞勒姆号/美国海军造船博物馆，位于马萨诸塞州昆西的旧址。
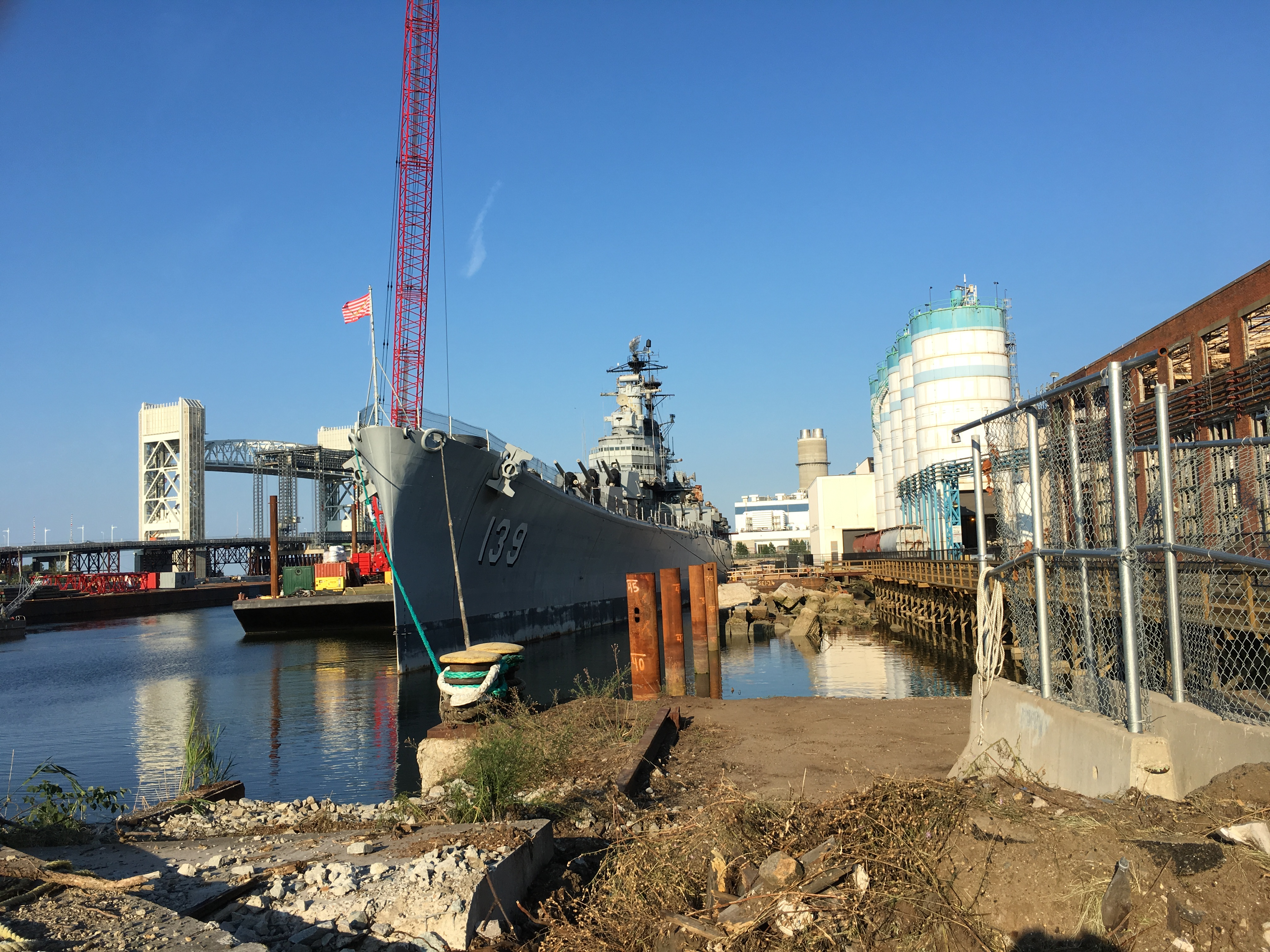
塞勒姆号在她的新泊位。
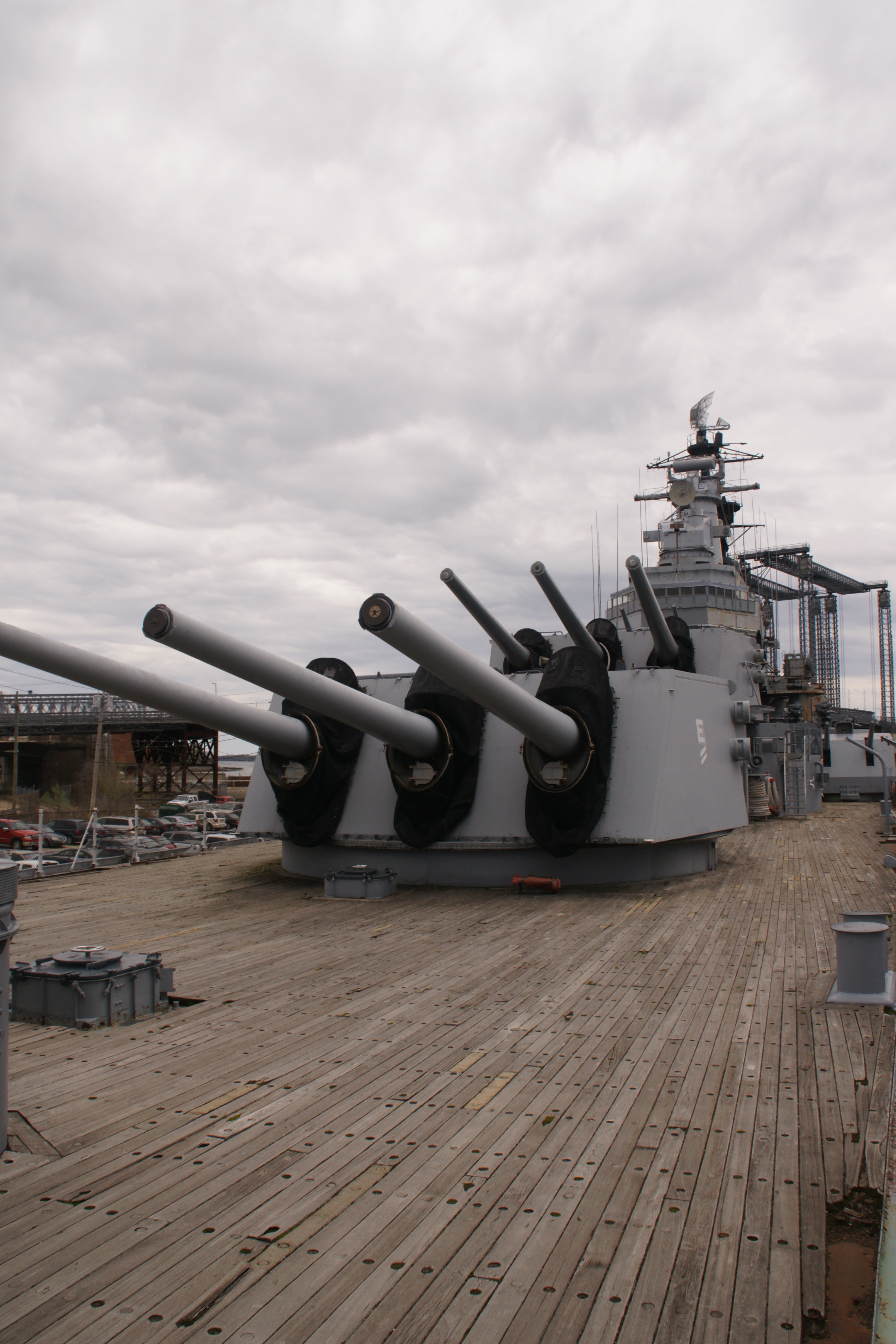
从艦艏望向艦艉的塞勒姆号
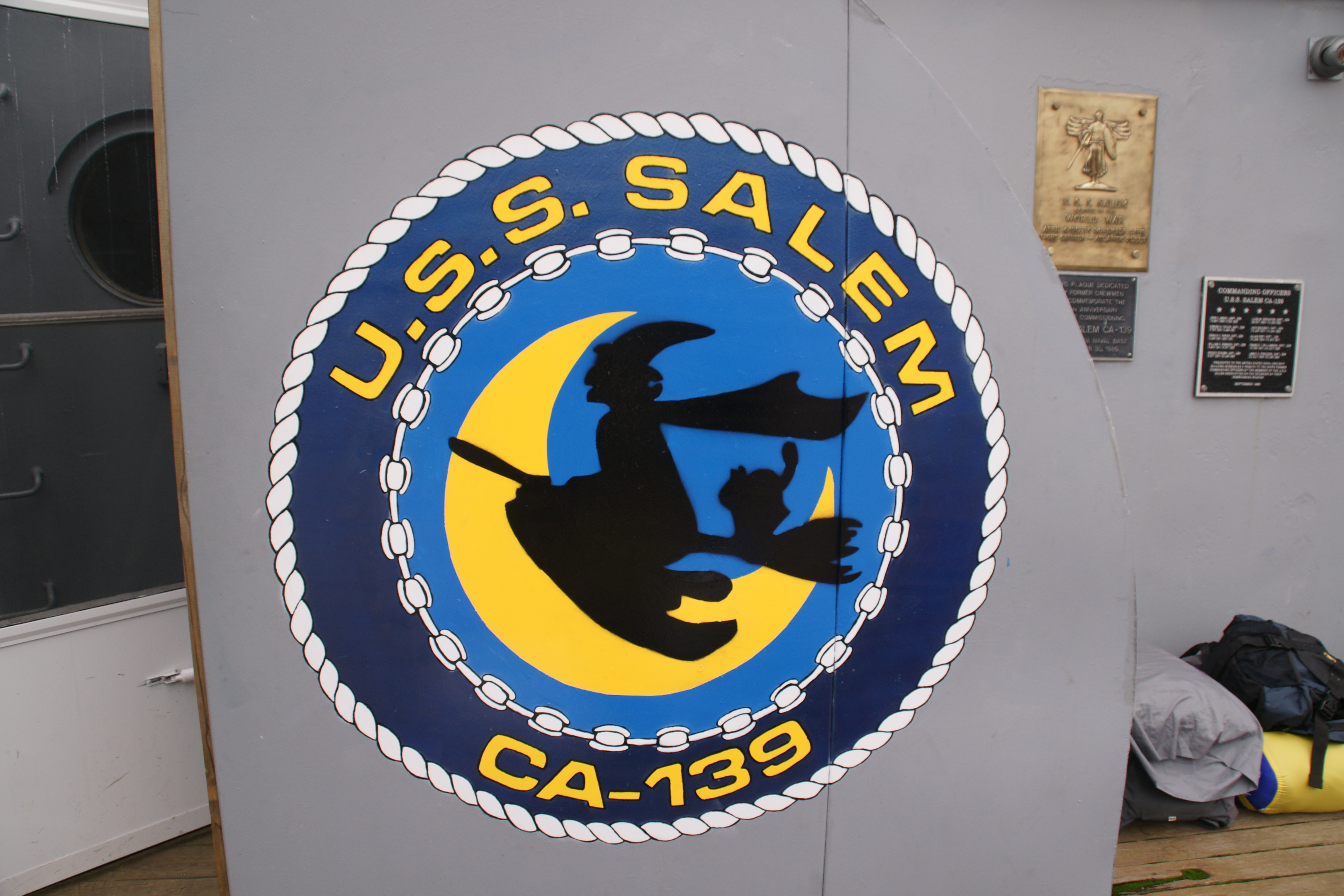
船印

## 文化描寫

### 电影
塞勒姆號在 1956 年的电影《拉普拉塔河口海战》被用来描绘德国袖珍战列舰施佩伯爵將軍號，尽管最初其上层建筑的前方只有一座三聯裝炮塔，而塞勒姆號上层建筑前方有两座三聯裝炮塔。塞勒姆号的原始船体编号139 在许多塞勒姆号的外景照片中也清晰可见。这两艘船之间的这些差异在电影中通过历史事实来解释，即该船的船匠经常將施佩伯爵将军號伪装成类似外国船只。（在这种情况下，将施佩伯爵将军號伪装成一艘美国重型巡洋舰。） 
塞勒姆號出现在 2016 年克雷格·格里斯佩执导的電影《絕命救援》中。她担任于 1952 年 2 月 15 日在科德角附近断成两截彭德爾頓號油轮，描繪美国海岸警卫队最大胆和最著名的搜救行动。许多機械空间和通道被用于拍摄，在整部电影中都可以看到。

### 电视
塞勒姆号在 2019 年在旅遊頻道播出的超自然电视節目「最可怕的地方」（英語：Most Terrifying Places）中被列为闹鬼的地方。节目中的导游和游客声称看到一名前水手的鬼魂，他在克里夫蘭號輕巡洋艦上的爆炸中被严重烧伤。当塞勒姆号停靠在布魯克林造船廠时，他被带到船上，火灾中受伤的人們也被运送到医疗舱。 

### 遊戲
在遊戲公司戰遊網開發運營的線上遊戲《戰艦世界》中，塞勒姆號為美國X階加值巡洋艦，可在軍械庫中以煤炭兌換。

## 外部連結
- 官方网站
- . NavSource.   [2021-07-19]. （原始内容存档于2021-07-19）.
- . 海軍歷史及遺產司令部.   [2021-07-19]. （原始内容存档于2021-07-20）.